# Топоље (Иванић-Град)
Топоље је насељено место у саставу Града Иванић Града, у Загребачкој жупанији, Хрватска.

## Становништво
| Националност       | 1991.        |
| Хрвати             | 143 (99,30%) |
| Срби               | 1 (0,69%)    |
| Југословени        | 0            |
| остали и непознато | 0            |
| Укупно             | 144          |